# Les Medley
Leslie Dennis „Les“ Medley (* 3. September 1920 in Edmonton, London; † 22. Februar 2001 in London, Ontario) war ein englischer Fußballspieler. Er war etatmäßiger Linksaußen in der Mannschaft von Tottenham Hotspur, die unter Trainer Arthur Rowe in der Saison 1950/51 die englische Meisterschaft gewann.

## Sportlicher Werdegang
Medley war einer von vielen „Eigengewächsen“ von Tottenham Hotspur, die vor der Profikarriere bei den Tottenham Juniors ausgebildet wurden und anschließend bei dem Farmteam Northfleet United Spielpraxis sammelten. Im Februar 1939 erhielt er seinen ersten Profivertrag, aber bevor er sich für die erste Mannschaft empfehlen konnte, sorgte der Ausbruch des Zweiten Weltkriegs für eine lange Unterbrechung des offiziellen Spielbetriebs. Dessen ungeachtet kam er in Kriegsspielwettbewerben ab Oktober 1939 ein Jahr lang regelmäßig zum Einsatz und machte sich als flinker Flügelspieler einen Namen als Talent für die Zukunft. In der Folgezeit diente Medley als Soldat in der Royal Air Force und wurde dabei nach Kanada stationiert – dort traf er auch seine spätere Ehefrau, mit der er nach Großbritannien zurückkehrte, bevor der Kriegsende zu Ende ging.
Obwohl sich abzeichnete, dass Medley als neuer Linksaußen in der Stammformation von Tottenham gesetzt sein könnte und zehn Ligapartien absolvierte, fremdelte Medleys Lebensgefährtin mit der neuen Heimat und im November 1946 zog es die beiden zurück nach Kanada. Während Medley in Kanada neben seiner Arbeit in einer Stahlgießerei für Vereine wie die Toronto Greenbacks und Ulster United agierte, taten sich die Spurs schwer damit, auf der linken Außenbahn einen adäquaten Spieler zu etablieren. Mit Les Stevens und Ernie Jones hatte man zwar solide Lösungen gefunden, die aber weder die Schnelligkeit noch die Torgefährlichkeit von Medley besaßen. So waren die Verantwortlichen von Tottenham sehr erfreut, als Medley ankündigte, Kanada wieder den Rücken zu kehren. Im Januar 1948 gab er sein Comeback in England und nach anfänglichen Fitnessproblemen dauerte es bis April 1949, dass er sein Potential wieder entfaltete. Maßgeblichen Einfluss darauf hatte auch die Entscheidung des damaligen Trainers Joe Hulme den vormaligen rechten Halbstürmer Eddie Baily auf die linke Seite zu ziehen. Mit Baily harmonierte Medley sehr gut, was sich gleichsam auf die Passstafetten und die Laufwege bezog. Dazu gesellte sich oft der linke Außenläufer Ron Burgess und das „Dreieck“ galt als wichtige Schaltstelle im Spiel der Spurs, wobei Vergleiche mit Arthur Grimsdell, Bert Bliss und Jimmy Dimmock aus der Mannschaft der 1920er-Jahre gezogen wurden. Die Erfolge stellten sich nun unter Hulmes Nachfolger Arthur Rowe ein, als Medley mit dem damaligen Zweitligisten in der Saison 1949/50 den Aufstieg sicherte und in der folgenden Spielzeit 1950/51 mit seinen Mannschaftskameraden die englische Meisterschaft gewann.
Medleys Spiel als Linksaußen wirkte sehr modern. Im Gegensatz zu anderen Vertretern seiner Zunft wartete Medley nicht ausschließlich an der Außenlinie auf Anspiele, sondern ließ sich auch zurückfallen, wechselte gelegentlich die Seite und zog anstelle eines Flankenlaufs nach innen für einen plötzlichen Torabschluss. Dadurch wurde sein Spiel weniger berechenbar, was als Faktor für seine Torgefährlichkeit galt – nach 18 Toren auf dem Weg zur Zweitligameisterschaft steuerte er elf Treffer zum englischen Titel bei. Damit war auch der Weg in die englische Nationalmannschaft geebnet und im November 1950 bestritt er gegen Wales sein erstes von insgesamt sechs Länderspielen. Vier seiner sechs Partien für England bestritt er an Bailys Seite und sämtliche Begegnungen endeten ohne Niederlage. Mittelfristig hatte er jedoch mit zu großer Konkurrenz zu kämpfen, wie beispielsweise mit Bobby Langton sowie dem renommierten Tom Finney, nachdem dieser auf die linke Seite gezogen worden war.
Medley war insgesamt vier Jahre lang Stammspieler bei den Spurs, bevor er nach Ende der Saison 1952/53 sein aktive Profikarriere beendete. Er kehrte zurück nach Kanada und er blieb dem Fußball treu, wobei er auch in Südafrika beim FC Randfontein spielte und im Trainerstab arbeitete. Im Jahr 1961 zog er nach Horsham ins englische Sussex, bevor er nach dem Tod seiner Frau im Jahr darauf wieder nach Kanada übersiedelte. Dort betrieb er in London, Ontario 15 Jahre lang einen Laden für Fish and Chips. In Ontario verstarb er dann 80-jährig am 22. Februar 2001.

## Titel/Auszeichnungen
- Englischer Meister: 1951
- FA Charity Shield: 1951